# Квізац Хедерах
Квізац Хедерах (англ. Kwisatz Haderach) — поняття з циклу романів американського письменника Френка Герберта, Хроніки Дюни, чоловік, здатний заглядати в генетичну пам'ять предків як по жіночій, так і по чоловічій лінії. Був метою селекційної програми ордена Бене Ґессерит, типові представники: Пол Муад'Діб і його син, Лето Атрід II. Деякі дослідники проводять паралелі з Ісусом.

## Можливості
Ментальні здібності Квізац Хедераха дозволяють йому осягати простір і час, тим самим отримавши дар передбачення.

## План отримання
Спосіб отримання Квізац Хедераха ґрунтувався на правильній збірці генів різних людей (генетичному схрещуванні). За планами Бене Ґессерит, Квізац Хедерахом мав би стати син від схрещування Фейда-Раути Харконнена і дочки герцога Лето Атріда і леді Джесіки. Однак леді Джесіка з любові до Лето не послухалася наказу ордена і народила від нього сина Пола, який згодом став Квізац Хедерахом, непідконтрольним Бене Ґессерит.
Генетична програма Бене Ґессерит привела до того, що до моменту повстання на Арракісі орден мав двох потенційних претендентів: Пола Атріда, вже наявного Квізац Хедераха, і племінника барона Володимира Харконнена, Фейда-Рауту Харконнена, який міг претендувати на завершення генетичної програми в наступному поколінні.
Преподобна мати Бене Ґессерит Гай-Єлена Могіям була вкрай стурбована можливістю втрати обох ліній селекції під час поєдинку Пола Муад'Діба і Фейда-Раути на Арракісі. Однак її побоювання виявилися невиправданими, оскільки в цьому поєдинку загинув лише один з суперників, а саме Фейд-Раута.
Також з'ясовується, що генетичний євнух, граф Фенрінг (найближчий друг падишаха-імператора Шаддама IV), був побічною генетичною лінією і міг би стати Квізац Хедерахом, але внаслідок помилки цього не сталося, і граф Фенрінг став першокласним шпигуном, спрямувавши всі свої задатки Квізац Хедераха в це заняття.

## Походження терміна
Сам творець «Дюни», письменник Френк Герберт, пояснив значення цього терміна як «скорочувач шляху». Як і багато інших термінів, цей термін був узятий з близькосхідних мов, в цьому випадку з івриту (івр. קְפִיצַת הַדֶּרֶךְ Кфіцат ХаДерех, скорочення шляху, проте неправильно почуте слово перетворило його в безглузде квісат хадерех, прання шляху).